# Пуччини, Джакомо
Джа́комо Анто́нио Доме́нико Мике́ле Секо́ндо Мари́я Пуччи́ни (итал. Giacomo Antonio Domenico Michele Secondo Maria Puccini; 22 декабря 1858, Лукка, Великое герцогство Тосканское — 29 ноября 1924, Брюссель, Брабант или Брюссель, Брюссель, Бельгия) — итальянский оперный композитор, органист и хормейстер, один из ярких представителей «веризма» в музыке.
Некоторые исследователи полагают, что он крупнейший после Верди итальянский оперный композитор.

## Биография
Пуччини родился в городе Лукка, в музыкальной семье, одним из семи детей. Династия музыкантов в семье Пуччини была основана в Лукке прапрадедушкой Джакомо (1712—1781) и его тёзкой. После смерти отца, Микеле Пуччини (1813—1864), пятилетнего Пуччини отправили на учение к его дяде Фортунато Маджи, который считал его плохим, недисциплинированным учеником и, как пишет современный биограф композитора, награждал его болезненным пинком по голени за каждую фальшивую ноту, после чего у Пуччини всю жизнь рефлекторно возникала боль в ноге от фальшивых нот. Впоследствии Пуччини получил место церковного органиста и хормейстера. Оперным композитором ему захотелось стать, когда он впервые услышал представление оперы Джузеппе Верди «Аида» в Пизе.
Бог дотронулся до меня мизинцем и сказал: «Пиши для театра и только для театра».
В течение четырёх лет Пуччини занимался в Миланской консерватории. В 1882 году участвовал в конкурсе одноактных опер. Не получившая первый приз, его опера «Виллисы» была поставлена в 1884 году в театре Dal Verme. Опера эта привлекла внимание Джулио Рикорди, главы влиятельного издательского дома, специализирующегося на издании партитур. Рикорди заказал Пуччини новую оперу. Ею стал «Эдгар».
Третья его опера, «Манон Леско», законченная в 1893 году, имела огромный успех. Несмотря на явное влияние Рихарда Вагнера, талант Пуччини проявился в этой опере в почти полном своем блеске. Эта же опера знаменует собой начало работы Пуччини с либреттистами Луиджи Илликой и Джузеппе Джакозой.
Следующая опера Пуччини, «Богема» (написанная по мотивам романа Анри Мюрже), принесла Пуччини мировую славу. Одновременно оперу с тем же названием и по тому же роману писал Руджеро Леонкавалло, вследствие чего между двумя композиторами возник конфликт, и они перестали общаться.
За «Богемой» последовала «Тоска», премьера которой состоялась на рубеже веков, в 1900 году. Под давлением со стороны примадонны Ла Скала Даркле, исполнявшей главную роль в этой опере, и настаивающей на наличии у главной героини арии, которую можно было бы исполнить в концерте, Пуччини дополнил второй акт оперы, написав знаменитую сегодня «Vissi d’arte». Также он позволил Даркле, блондинке, не надевать парик (в тексте либретто Тоска — брюнетка).
17 февраля 1904 года в Миланском театре «Ла Скала» Джакомо Пуччини представил свою новую оперу «Мадам Баттерфляй» (Чио-чио-сан) («Madama Butterfly», по мотивам пьесы Дэвида Беласко). Несмотря на участие выдающихся певцов Розины Сторкио, Джованни Дзенателло, Джузеппе де Лука, спектакль провалился. Маэстро чувствовал себя раздавленным. Друзья уговорили Пуччини переработать своё произведение, а на главную партию пригласить Соломею Крушельницкую. 29 мая на сцене театра «Гранде» в Брешиа состоялась премьера обновлённой «Мадам Баттерфляй», на этот раз — триумфальная. Публика семь раз вызывала актёров и композитора на сцену.
После этого новые оперы стали появляться реже. В 1903 году Пуччини, заядлый автомобилист, попал в аварию. В 1909 году разразился скандал, связанный с тем, что страдающая припадками ревности жена композитора Эльвира обвинила домработницу Дорию Манфреди в любовной связи с Пуччини, после чего домработница покончила с собой. (Была ли связь на самом деле — неизвестно). Родственники Манфреди предъявили иск, и Пуччини заплатил назначенную судом сумму. В 1912 году умер издатель Пуччини, Джулио Рикорди, сыгравший огромную роль в продвижении композитора к известности.
Тем не менее, в 1910 году Пуччини закончил оперу «Девушка с Запада», о которой впоследствии говорил как о самом сильном своём произведении. Попытка написать оперетту (очевидно, из-за неимоверной в то время популярности жанра, в котором тогда главенствовали Франц Легар и Имре Кальман) окончилась неудачей. В 1917 году Пуччини закончил переработку своей оперетты в оперу («Ласточка»).
В 1918 году состоялась премьера оперы «Триптих». Эта вещь состоит из трёх одноактных опер (в парижском стиле, известном как гранд-гиньоль: ужасы, сентиментальная трагедия и фарс). Последняя, фарсовая, часть, под названием «Джанни Скикки», получила известность и иногда исполняется в один вечер с оперой Масканьи «Сельская честь», либо с оперой Леонкавалло «Паяцы».
В конце 1923 года Пуччини, бывший большим любителем тосканских сигар и сигарет, начал жаловаться на хронические боли в горле. У него был диагностирован рак гортани, и доктора порекомендовали ему новое экспериментальное лечение, радиотерапию, которое предлагали в Брюсселе. Ни сам Пуччини, ни его жена не были в курсе остроты болезни, эта информация была передана только их сыну.
Пуччини скончался в Брюсселе 29 ноября 1924 года. Причиной смерти послужили осложнения, вызванные операцией, — неконтролируемое кровотечение вызвало инфаркт миокарда на следующий день после операции. Последний акт его последней оперы («Турандот») остался незавершенным. Есть несколько версий концовки, чаще всего исполняется версия, написанная Франко Альфано. На премьере этой оперы дирижёр, близкий друг композитора Артуро Тосканини остановил оркестр на том месте, где начиналась часть, написанная Альфано. Положив палочку, дирижёр обернулся к публике и сказал: «Здесь смерть прервала работу над оперой, которую маэстро не успел завершить».
Незадолго до смерти Пуччини заметил в одном из своих писем, что «опера закончилась как жанр, поскольку люди потеряли вкус к мелодии и готовы терпеть музыкальные композиции, не содержащие ничего мелодического».

## Ранняя карьера и первые оперы
Пуччини написал оркестровую пьесу под названием Capriccio sinfonico в качестве тезисной композиции для Миланской консерватории. Учителя Пуччини такие как Пончиелли и Баццини были впечатлены этой работой, и она была исполнена на студенческом концерте в Миланской консерватории 14 июля 1883 года под управлением Франко Фассио. Работа Пуччини была положительно рассмотрена в миланской публикации Perseveranza, с этого момента, Пуччини начал строить репутацию молодого композитора в миланских музыкальных кругах.

## Стиль
Необыкновенно одарённый мелодически, Пуччини твердо следовал своему убеждению, что музыка и действие в опере должны быть неразрывны. По этой причине, в частности, в операх Пуччини нет увертюр. Известны так называемые «пуччинивские октавы» — излюбленный и хорошо узнаваемый приём оркестровки, когда мелодию ведут в разных регистрах разные инструменты (или в пределах одной оркестровой группы). Гармонический язык композитора также очень интересен, есть типичные для композитора ходы, например, разрешение доминанты в субдоминанту вместо тоники, параллельные квинты и т. п. Влияние музыки импрессионистов слышится в ярких тембральных решениях и постоянной игре оркестровыми красками. В «Тоске» мастерски применяются акустические эффекты, создающие иллюзию многомерного пространства. Особенно прекрасна мелодика Пуччини. Благодаря богатству мелодий, оперы Пуччини, наряду с операми Верди и Моцарта, являются наиболее часто исполняемыми операми в мире.

## Последователи
Мелодическое влияние Пуччини было огромно. Пуччиниистами назвал его последователей известный музыкальный критик Иван Соллертинский, отметив, что «самым ярым» представителем этого движения стал Имре Кальман. К «пуччиниистам» также принадлежали Франц Легар и Исаак Дунаевский.

## Отклики и мнения некоторых современников Пуччини
В 1912 году один очень известный итальянский критик, в связи с постановкой одной из опер Пуччини, написал в своей статье следующее: «Это просто позор, что мир думает, будто итальянская музыка — это, в основном, произведения этого старомодного мелодиста, в то время как в Италии есть такие композиторы-интеллектуалы, как Ильдебрандо Пиццетти».
Другой критик, Карло Берсезио, так описал свои впечатления от премьеры «Богемы» (в «La gazetta»): «„Богема“ не оставит никакого следа в истории оперного театра. Автору этой оперы следует считать своё произведение ошибкой».
Издатель Рикорди, узнав о сомнениях, терзавших композитора во время первых репетиций «Богемы», написал ему: «Если этой оперой вы не попали в точку, маэстро, я сменю профессию и начну торговать салями».
Либреттист Иллика писал Пуччини: «Работать с вами, Джакомо, — это как жить в аду. Сам Иов не вынес бы таких мучений».
В 2006 году опера «Богема» отметила своё стодесятилетие. Во второй половине двадцатого века она заняла место в пятерке самых часто исполняемых в мире опер и с тех пор из этой пятерки уже не выходила.
В честь Пуччини назван кратер на Меркурии.

## Политика
В отличие от Верди, Пуччини не участвовал в политической жизни страны. Его биограф писал, что в течение всей жизни. Другой биограф считает, что если бы Пуччини имел собственную политическую философию, то он скорее всего был бы монархистом
Во время Первой Мировой Войны отсутствие интереса Пуччини к злободневым вопросам сослужило ему плохую службу. Его долгая дружба с Тосканини была прервана почти на десятилетие после замечания Пуччини летом 1914 года о том, что Италия выиграла бы от немецкой организованности. Пуччини продолжал работать над оперой La rondine, заказанной ему австрийским театром в 1913 году, и после того, как Италия и Австро-Венгрия стали врагами в 1914 (контракт позже был расторгнут). Пуччини не участвовал в общественной деятельности во время войны, но частным образом помогал людям и семьям, пострадавшим от войны
В 1919 году Пуччини получил заказ написать музыку на оду Фаусто Сальватори в честь побед Италии в Первой Мировой Войне. Премьера этого произведения, Inno a Roma («Гимн Риму»), должна была состояться 21 апреля 1919 года, во время празднования годовщины основания Рима. Как бы то ни было, премьера была отложена до 1 июня 1919 и была исполнена на открытии соревнований по лёгкой атлетике. Хотя Гимн Риму не был написан для фашистов, он широко использовался во время уличных парадов и общественных церемоний, проводимых итальянскими фашистами.
В последний год жизни у Пуччини было несколько контактов с Бенито Муссолини и другими членами фашистской партии Италии, и Пуччини даже стал её почётным членом. С другой стороны, сведения о том, был ли Пуччини реально членом фашистской партии, противоречивы. Итальянский сенат по традиции включал нескольких членов, назначенных в свете их вклада в культуру страны. Пуччини надеялся заслужить эту честь (так, как ранее заслужил её Верди) и задействовал имеющиеся у него связи с этой целью. Хотя почётные сенаторы обладали правом голоса, нет свидетельств о том, что Пуччини искал это назначение для того, чтобы использовать право голоса. Пуччини мечтал основать национальный театр в родном Виареджо и для этого проекта ему требовалась поддержка правительства. Пуччини встречался с Муссолини дважды, в ноябре и декабре 1923 года. Хотя театр так и не был основан, Пуччини получил титул сенатора (senatore a vita) за несколько месяцев до смерти.
В то время, когда Пуччини встречался с Муссолини, тот находился на посту премьер-министра около года, но его партия ещё не получила полный контроль над парламентом. Муссолини объявил о прекращении представительского стиля правления и начале фашистской диктатуры в своей речи, обращённой к палате депутатов, 3 января 1925 года, уже после смерти композитора.

## Оперы
Пуччини написал следующие оперы:
- «Виллисы» (итал. Le Villi), 1884. Премьера одноактной оперы состоялась 31 мая 1884 года в театре Verme, Милан. По одноимённому рассказу Альфонсо Карра о русалках-вилиях.
- «Эдгар» (итал. Edgar), 1889. Премьера оперы в 4 актах состоялась 21 апреля 1889 года в театре Ла Скала, Милан. На основе пьесы «La Coupe et les lèvres» Альфреда де Мюссе
- «Манон Леско» (итал. Manon Lescaut), 1893. Премьера оперы состоялась 1 февраля 1893 года в театре Regio, Турин. По одноименному роману аббата Прево
- «Богема» (итал. La bohème), 1896. Премьера оперы состоялась 1 февраля 1896 года в театре Regio, Турин. По книге Анри Мюрже «Scènes de la vie de Bohème»
- «То́ска» (итал. Tosca), 1900. Премьера оперы состоялась 14 января 1900 года в театре «Костанци», Рим. По пьесе Викторьена Сарду «La Tosca»
- «Мадам Баттерфляй» (итал. Madama Butterfly). Премьера оперы в 2 актах состоялась 17 февраля 1904 года в театре Ла Скала, Милан. По одноимённой пьесе Дэвида Беласко. В России опера шла также под названием «Чио-Чио-сан»
- «Девушка с Запада» (итал. La fanciulla del West), 1910. Премьера оперы состоялась 10 декабря 1910 года в театре Metropolitan Opera, Нью-Йорк. По пьесе Д. Беласко «The Girl of the Golden West».
- «Ласточка» (итал. La rondine), 1917. Премьера оперы состоялась 27 марта 1917 года в театре Opéra, Монте Карло.
- Триптих: «Плащ», «Сестра Анджелика», «Джанни Скикки» (итал. Il Trittico: Il Tabarro, Suor Angelica, Gianni Schicchi), 1918. Премьера оперы состоялась 14 декабря 1918 года в театре Metropolitan Opera, Нью-Йорк.
- «Турандот» (итал. Turandot). Премьера оперы состоялась 25 марта 1926 года в театре Ла Скала, Милан. По одноимённой пьесе К. Гоцци. Осталась незаконченной в связи со смертью композитора, завершена Ф. Альфано в 1926 году.

## Экранизации
- 1955 — «Как Джанни попал в ад» — советский телефильм-опера по опере «Джанни Скикки»

## Изучение наследия Пуччини
В 1996 году в Лукке был основан «Centro Studi Giacomo Puccini» (центр изучения Джакомо Пуччини), охватывающий широкий круг подходов к изучению творчества Пуччини.
Существующий в США American Center for Puccini Studies специализируется на необычных исполнениях работ композитора и открывает публике неоценённые ранее или неизвестные отрывки работ Пуччини. Этот центр был основан в 2004 году певцом и дирижёром Гарри Дунстаном.